# Frank Lequin
Frank Lequin (né en 1946 à Rotterdam) est un historien, universitaire, éditeur et auteur néerlandais, professeur à l'université de Leyde dont il est diplômé (Ph.D) en 1982. Il est surtout connu comme expert de la Compagnie néerlandaise des Indes orientales et d'Isaac Titsingh.

## Publications (sélection)
- (1982) Het personeel van de Verenigde Oost-Indische Compagnie in Azië in de achttiende eeuw, meer in het bijzonder in de vestiging Bengalen.
- (1989) Samuel van de Putte, een mandarijn uit Vlissingen (1690-1745). De onbedoelde publicatie van een restant.
- (1990–92). The Private Correspondence of Isaac Titsingh. Amsterdam. (Japonica Neerlandica, vol. 4-5). 2 vols. 1 :  (ISBN 9789050630450),  (ISBN 90-5063-057-X)
- (2002). Isaac Titsingh (1745-1812). Een passie voor Japan, leven en werk van de grondlegger van de Europese Japanologie. Leyde. (Titsingh Studies, vol. 1)  (ISBN 90-6469-771-X)
- (2003) À la recherche du Cabinet Titsingh. Its history, contents and dispersal. Catalogue raisonné of the collection of the founder of European Japanology.  Alphen aan den Rijn. (Titsingh Studies, vol. 2)  (ISBN 90-6469-794-9)
- (2005) Isaac Titsingh in China (1794-1796). Alphen aan den Rijn. (Titsingh Studies, vol. 3)  (ISBN 90-6469-809-0)
- (2009) De particuliere correspondentie van Isaac Titsingh (1783-1812). Alphen aan den Rijn. 2 vols. (Titsingh Studies, vol. 4)  (ISBN 978-90-6469-846-0)
- (2011) Isaac Titsingh, opperhoofd van Japan. Drie geschriften als filosoof, diplomaat & koopman. Alphen aan den Rijn. (Titsingh Studies, vol. 5)  (ISBN 978-90-6469-858-3)
- (2013). Varia Titsinghiana. Addenda & corrigenda. Leyde. (Titsingh Studies, vol. 6)  (ISBN 978-90-820366-0-2)
- Notices d'autorité :   - VIAF
  - ISNI
  - BnF (données)
  - IdRef
  - LCCN
  - GND
  - Pays-Bas
  - Israël
  - WorldCat

## Source de la traduction
- (en) Cet article est partiellement ou en totalité issu de l’article de Wikipédia en anglais intitulé « Frank Lequin » (voir la liste des auteurs).